# 日居错
日居错是一个位于中国青海省海西蒙古族藏族自治州格尔木市的湖泊，面积约为48平方千米。为藏北内流区湖泊，中国湖泊名称代码T63F307。